# Ahn Sahng-hong
Ahn Sahng-hong (koreanska 안상홍), född 13 januari 1918 i Korea, död 25 februari 1985, grundade år 1964 Världsmissionssamfundet Guds församling, som han också var ledare för. Enligt Världsmissionssamfundet Guds församling är Ahn Sahng-hong en reinkarnation av Jesus som har återkommit och medlemmarna menar att alla det nya förbundets sanningar som försvunnit har återställts av honom.

## Biografi
Ahn Sahng-hong föddes 1918 i Gyenam-myeon i Jangsu-gun i Norra Jeolla i Korea. Under denna tid stod Korea under japanskt styre. Vid 30 års ålder döptes han av Sjundedagsadventisterna i Naksum (i dag Incheon). År 1956, Ahn Sahng-hong motsatte sig predikningen från en sjundedagsadventistpastor som hävdade att Kristi återkomst skulle ske inom 10 år. Hans växande teologiska kritik, bland annat angående korset som symbol, ledde till att Sjundedagsadventisterna bannlyste honom 1962. År 1964, två år senare, grundade Ahn Sahng-hong en egen församling i Busan. I dag finns det totalt 2 200 kyrkor i Sydkorea och resten av världen som tillhör Världsmissionssamfundet Guds församling. Ahn Sahng-hong dog den 25 februari 1985 i sviterna av en hjärtattack, vid en ålder av 67 år. 

## Huvudsaklig doktrin
Ahn Sahng-hong menade att han stod för återinförandet av sanningen som den (enligt hans tolkning) praktiserades av apostlarna i den tidiga kristna församlingen. Han betonade bland annat att troende ska hålla påskmåltiden och sabbatsdagen enligt Jesus exempel.
Ahn Sahng-hong menade också att söndagsgudstjänst, jul, tron på korset som en symbol för Jesus och tacksägelsedagen, inte ska praktiseras eftersom detta inte anses bibliskt. En aspekt som skiljer Världsmissionssamfundet Guds församling från andra kristna samfund är till exempel att de, enligt Ahn Sahng-hongs läror, ser korset som en form av avgudabild, varför kors inte förekommer i deras kyrkor. 
Bland hans läror finns också "sju högtider i tre tider", samt läror som att kvinnor ska dölja håret när de ber. De sju högtiderna inkluderar påskmåltiden, samt högtider som beskrivs i Tredje Moseboken. Ahn Sahng-hong lärde ut att detta var läror som praktiserades av Jesus och apostlarna i den tidiga kyrkan genom att hänvisa till Bibeln. Med "tre tider" menade Ahn Sahng-hong att det finns tre tidsåldrar, Faderns tidsålder (motsvarar Gamla Testamentets tid), Sonens tidsålder (Jesu tid) och den Helige Andens tidsålder, som motsvarar nutiden och som även är den sista tidsåldern.